# Крофорд (Джорджія)
Крофорд (англ. Crawford) — місто (англ. city) в США, в окрузі Оглторп штату Джорджія. Населення — 821 особа (2020).

## Географія
Крофорд розташований за координатами 33°53′0″ пн. ш. 83°9′19″ зх. д. / 33.88333° пн. ш. 83.15528° зх. д. (33.883227, -83.155390).  За даними Бюро перепису населення США в 2010 році місто мало площу 3,04 км², з яких 3,02 км² — суходіл та 0,02 км² — водойми.

## Демографія
Згідно з переписом 2010 року, у місті мешкали 832 особи в 328 домогосподарствах у складі 189 родин. Густота населення становила 274 особи/км².  Було 383 помешкання (126/км²).
Расовий склад населення:
| - 63,6 % — білих - 32,1 % — чорних або афроамериканців - 1,0 % — азіатів |

До двох чи більше рас належало 3,1 %. Частка іспаномовних становила 1,9 % від усіх жителів.
За віковим діапазоном населення розподілялося таким чином: 24,8 % — особи молодші 18 років, 53,2 % — особи у віці 18—64 років, 22,0 % — особи у віці 65 років та старші. Медіана віку мешканця становила 43,4 року. На 100 осіб жіночої статі у місті припадало 74,4 чоловіків;  на 100 жінок у віці від 18 років та старших — 62,2 чоловіків також старших 18 років.
Середній дохід на одне домашнє господарство  становив 32 798 доларів США (медіана — 23 571), а середній дохід на одну сім'ю — 45 827 доларів (медіана — 42 500). За межею бідності перебувало 23,1 % осіб, у тому числі 26,1 % дітей у віці до 18 років та 16,5 % осіб у віці 65 років та старших.
Цивільне працевлаштоване населення становило 267 осіб. Основні галузі зайнятості: освіта, охорона здоров'я та соціальна допомога — 40,8 %, виробництво — 25,1 %, роздрібна торгівля — 10,5 %, сільське господарство, лісництво, риболовля — 6,7 %.